# Croix de cimetière de Fouchères
La croix de cimetière de Fouchères est une croix située à Fouchères, en France.

## Localisation
La croix est située sur la commune de Fouchères, dans le département français de l'Aube.

## Historique
L'édifice est inscrit au titre des monuments historiques en 1926.